# Кайшікі модель другого року
Кайшікі модель другого року (яп. 会式二年型飛行機, Кайшікі Нінен-Ґата Хікоу кі) — японський аероплан розроблений на основі імпортованого Farman MF.7 і японського літака Кайшікі №1. Суцільно дерев'яний півтораплан з тканинним покриттям, штовхаючим гвинтом, лижним шасі і тандемним сидінням в гондолі. Назва походить від року періоду Тайшо коли літак був створений, окрім цього за номером виготовленого фюзеляжу також може називатись «Кайшікі № 5» (яп. 会式五号機, Кайшікі Ґо Ґо: кі)

## Історія
Продовжуючи співпрацю з Францією для розвитку повітроплавання лейтенанти Імперської армії Японії Кенджіро Наґасава і Шіґеру Савада після навчання купили в Франції літак Farman MF.7, який прибув в Японію в травні 1913 року. Після вивчення нового дизайну почалась розробка нових літаків з використанням нових знань. Тимчасова група з дослідження військових аеростатів поклала відповідальність за новий дизайн на лейтенантів Наґасаву і Саваду. Дизайн нового літака використовував фюзеляж від літаків групи Кайшікі № 3 і № 4, а крила від MF.7.
За одним дизайном почалось паралельне виробництво двох літаків, одного на базі групи в Токородзаві («Кайшікі № 5»), а інший на Токійському артилерійському арсеналі («Кайшікі № 6»). Обидва оснащувались 70-ти сильними двигунами Gnome можливість виробництва яких саме випробовувалось на Артилерійському арсеналі. Виробництво цих двигунів було не було почате, через створення більш надійного двигуна Renault, але два Gnome для нових літаків все ж були створені.
Порівняно з імпортними MF.7 японські літаки мали потужніші двигуни, а в результаті і швидкість. Також була збільшена кількість палива і покращено гондолу екіпажу для комфортнішої розвідки.

## Тактико-технічні характеристики
Дані з Japanese Aircraft 1910—1941

### Технічні характеристики
- Екіпаж: 2 особи
- Довжина: 11,50 м
- Висота: 3,66 м
- Розмах верхнього крила: 15,50 м
- Площа крил: 44,1 м²
- Маса порожнього: 485 кг
- Маса спорядженого: 765 кг
- Навантаження на крило: 12,7 кг/м²
- Двигун: семи-циліндровий ротативний двигун Gnome повітряного охолодження
- Потужність: 70 к.с. к. с.
- Гвинт: Дволопатевий дерев'яний гвинт Rapid-santral
- Питома потужність: 10,9 кг/к.с.

### Льотні характеристики
- Максимальна швидкість: 95 км/год
- Час польоту: 4 години